# Зоран Антонијевић
Зоран Антонијевић - Жота (Београд, 20. октобар 1945 — Београд, 5. фебруара 2008) је био југословенски фудбалер и тренер.

## Биографија
Антонијевић је почео је да игра у омладинској екипи „21. мај“ из Раковице, затим је прешао у Раковицу (1966—1967) и као члан овога клуба одиграо седам утакмица (1966—1967) за аматерску репрезентацију Југославије.
Пуну играчку зрелост достигао је у београдској Црвеној звезди за коју је од 26. јула 1967. до 5. јуна 1975. одиграо укупно 429 утакмица (од тога 185 првенствених) и постигао 65 голова. Спада међу играче са великим бројем освојених националних трофеја: четири пута је у дресу „црвено-белих“ освајао првенство (1968, 1969, 1970. и 1973) и три пута Куп (1968, 1970. и 1971).
Играо је десног халфа, десну полутку и десно крило.
Уз седам утакмица за аматерску и две за младу репрезентацију, (1967—1968). одиграо је и осам утакмица за најбољу селекцију Југославије. Дебитовао је 9. новембра 1970. против СР Немачке (1:0) у Загребу, а последњу утакмицу одиграо је 13. маја 1972. против екипе Совјетског Савеза (0:3) у Москви.
Играо је и две сезоне (1975—1977) за грчку екипу Ираклис из Солуна и у овом клубу завршио играчку каријеру.
По завршетку каријере, у неколико наврата био је члан стручног штаба ФК Црвена звезда.